# Oblast' di Ivano-Frankivs'k
L'oblast' di Ivano-Frankivs'k (in ucraino Івано-Франківська область?, Ivano-Frankivs'ka oblast') è una delle 24 regioni dell'Ucraina. Nel passato la regione era conosciuta come Voivodato di Stanisławów.
Il centro amministrativo (capoluogo) è la città omonima Ivano-Frankivs'k. Tale regione è conosciuta anche come Ciscarpazia, perché ai piedi dei monti Carpazi, e comprendeva anche le attuali oblast' di Leopoli e Ternopil'. Fece parte della regione storica della Galizia, che, nel XIII secolo appartenne prima alla Rus' di Kiev e poi al Principato di Galizia-Volinia. Fino al XXI secolo il capoluogo di regione fu la città di Kolomyja.

## Suddivisioni territoriali
L'oblast' di Ivano-Frankivs'k è suddivisa in 6 distretti: Ivano-Frankivs'k, Kaluš, Kolomyja, Kosiv, Nadvirna, Verchovyna. Prima della riforma amministrativa del 2020 era suddivisa in 14 distretti e da 5 città di interesse regionale che erano Bolechiv (Болехів), Kaluš (Калуш), Kolomyja (Коломия), Jaremče (Яремче), e il capoluogo Ivano-Frankivs'k. Questa suddivisione era stata creata nel 1921 ed era rimasta intatta per tutto il periodo sovietico.